# August Weilbach
August Weilbach, född 23 november 1813 i Köpenhamn, död 11 maj 1868, var en dansk trädgårdsmästare.
Weilbach, som var son till segel-, flagg- och kompassmakaremästaren i Johan Philip Weilbach, gick först i urmakarlära, men tvingades överge denna bana på grund av en ögonskada, och efter att under en tid varit i en handelsträdgård blev han i april 1830 elev i Botanisk Have under Otto Josias Nicolai Mørch. År 1832 inträdde han i den av denne inrättade läroanstalten för blivande konstträdgårdsmästare och utexaminerades 1834 med utmärkelse. Åren 1834–1836 var han elev i Fredensborgs slottsträdgård under slottsträdgårdsmästare Rudolph Rothe, och 1835 avlade han konstträdgårdsmästarexamen. År 1836 blev han förste medhjälpare i Botanisk Have, 1839–1842 företog han med offentlig understöd en resa i England och arbetade de två första åren i Horticultural Society's Garden under John Lindley. Han hemsände under dessa år flera värdefulla samlingar av frö och plantor till Botanisk Have i Köpenhamn. I april 1842 blev han hemkallad för att anställas som underträdgårdsmästare i Botanisk Have, och i februari 1843 utnämndes han efter Mørchs död till botanisk trädgårdsmästare. Under de 25 år han verkade som ledare, lyckades han att höja dess ställning bland de europeiska botaniska trädgårdarna. Han var medlem av den 1860 tillsatta kommittén för botaniska trädgårdens flyttning, men trots att han starkt önskade en flyttning, föll det inte på hans lott att förestå denna, som kom till utförande först i början av 1870-talet. Han var 1842–1854 medlem av styrelsen för den forstbotaniska trädgården vid Charlottenlunds slott, som har honom att tacka för många av dess sällsynta träd och buskar. Han var medstiftare av den 1857 grundade Gartnernes Hjælpeforening och var denna förenings ordförande till sin död.